# Villa Cousy

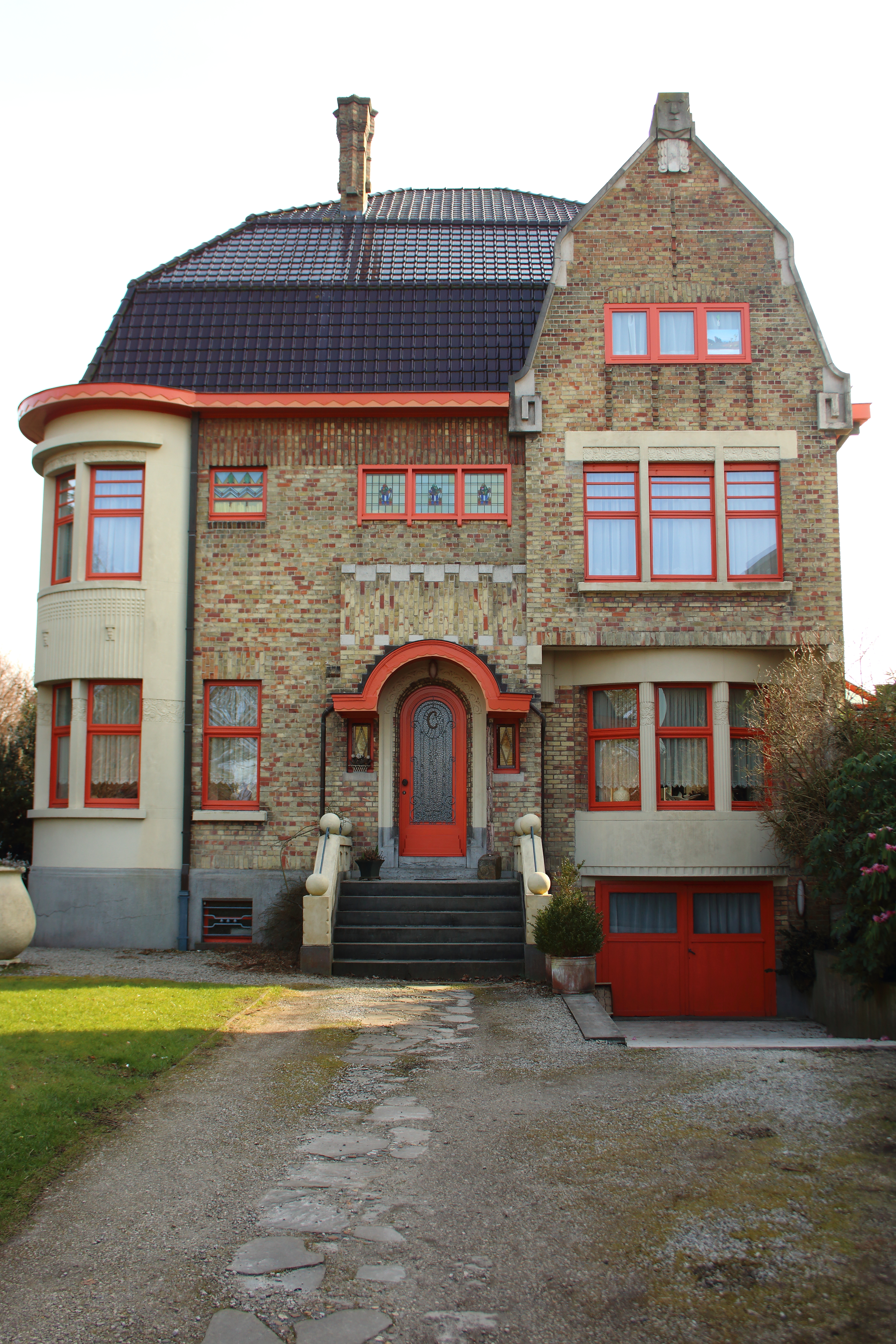
Villa Cousy

Villa Cousy is een villa aan de Grotenbergestraat 39 in de Belgische stad Zottegem. De villa in art-deco-stijl werd in 1929 gebouwd naar plannen van de Gentse architect Aimé De Groote voor textielfabrikant Louis Cousy. De voor-, achter- en linkerzijgevel zijn vrijwel evenwaardig. De villa is overvloedig versierd met stucwerk en glas-in-loodramen. De architect gebruikte versieringselementen in overvloed, zowel in het stucwerk, het glas-in-lood, als in het metselwerk. Op de top van de puntgevel staat een mannenhoofd; het portiek is fijn uitgewerkt. In het smeedijzer van de deur werd een 'C' ingewerkt verwijzend naar eigenaar Cousy.

## Afbeelding

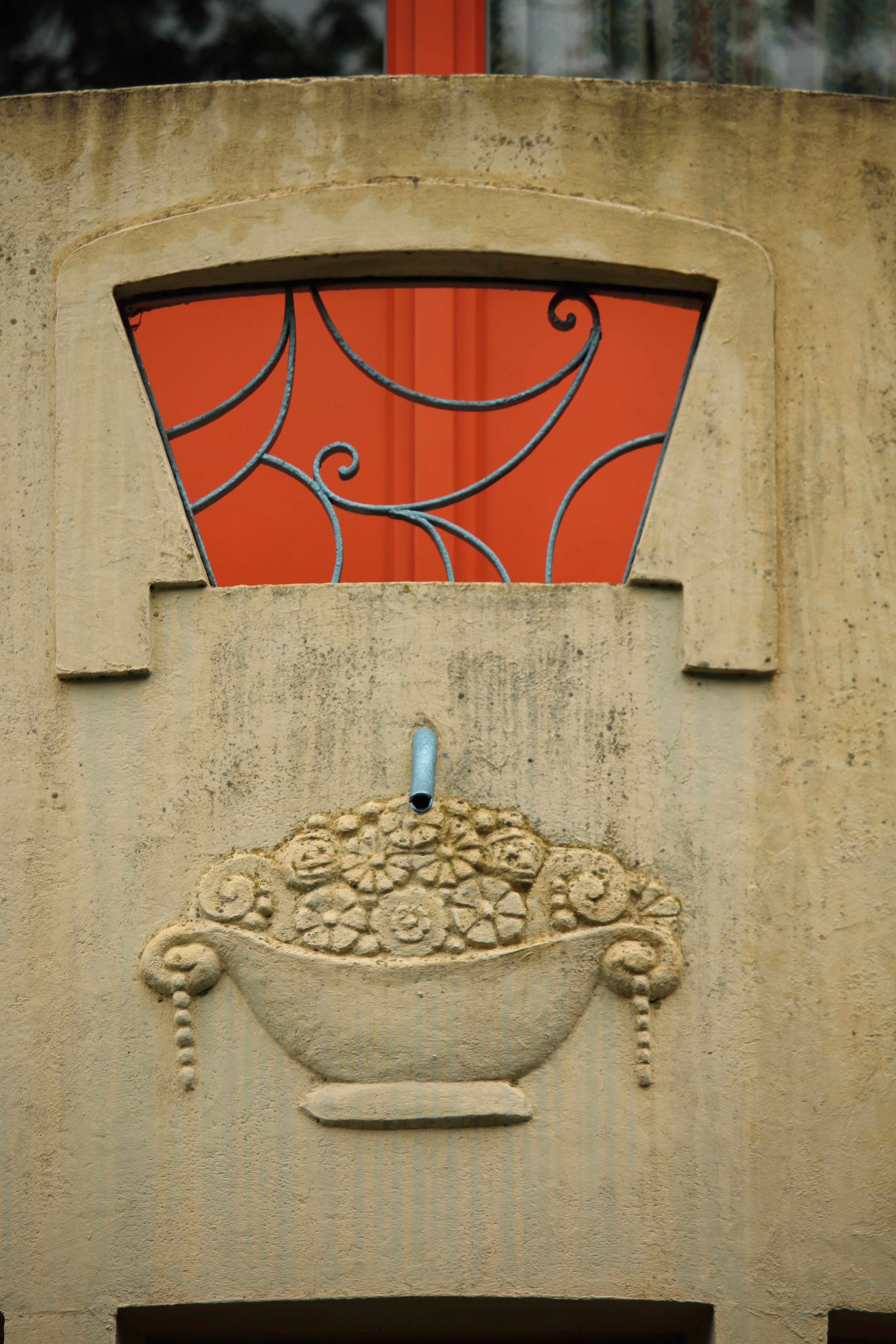
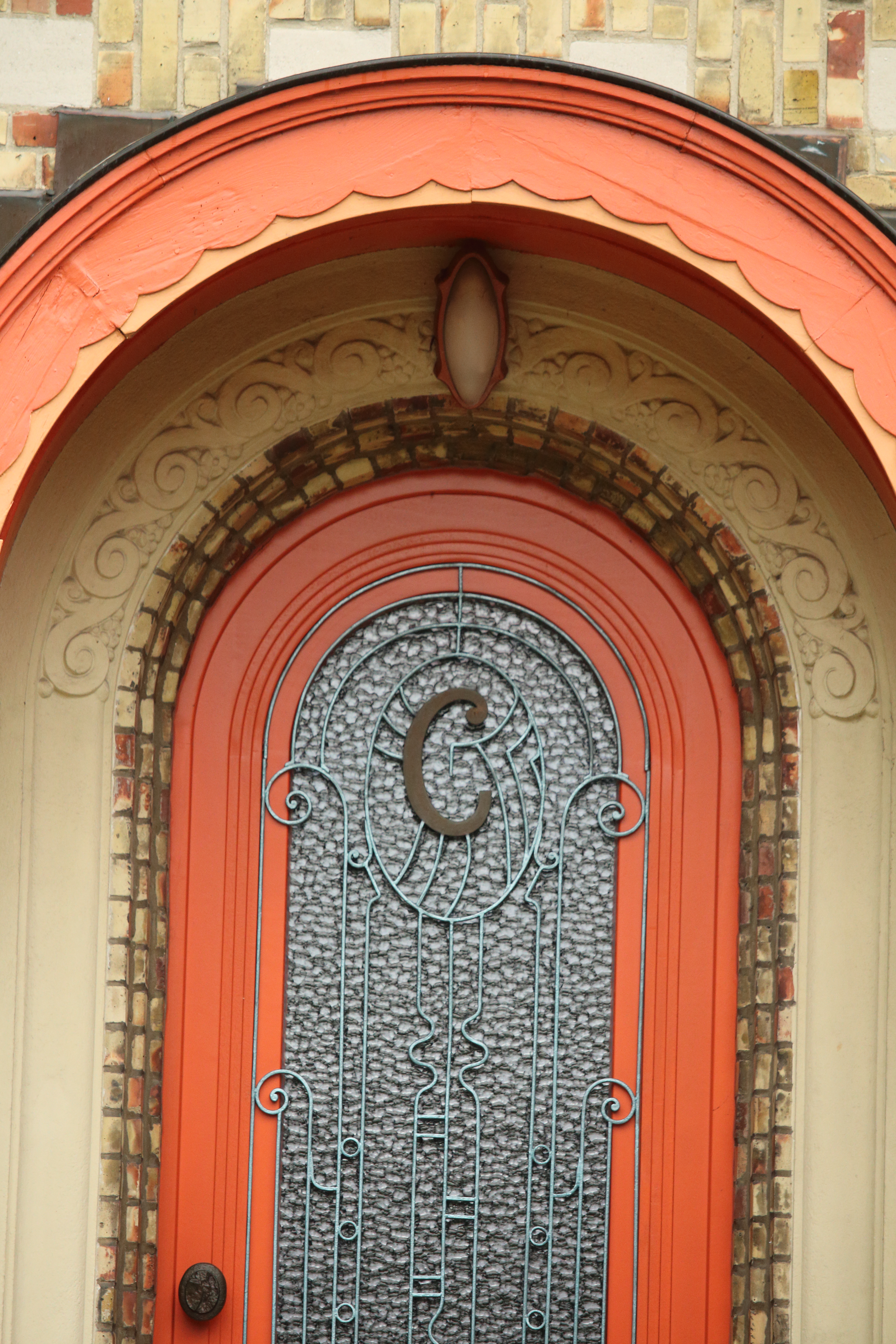
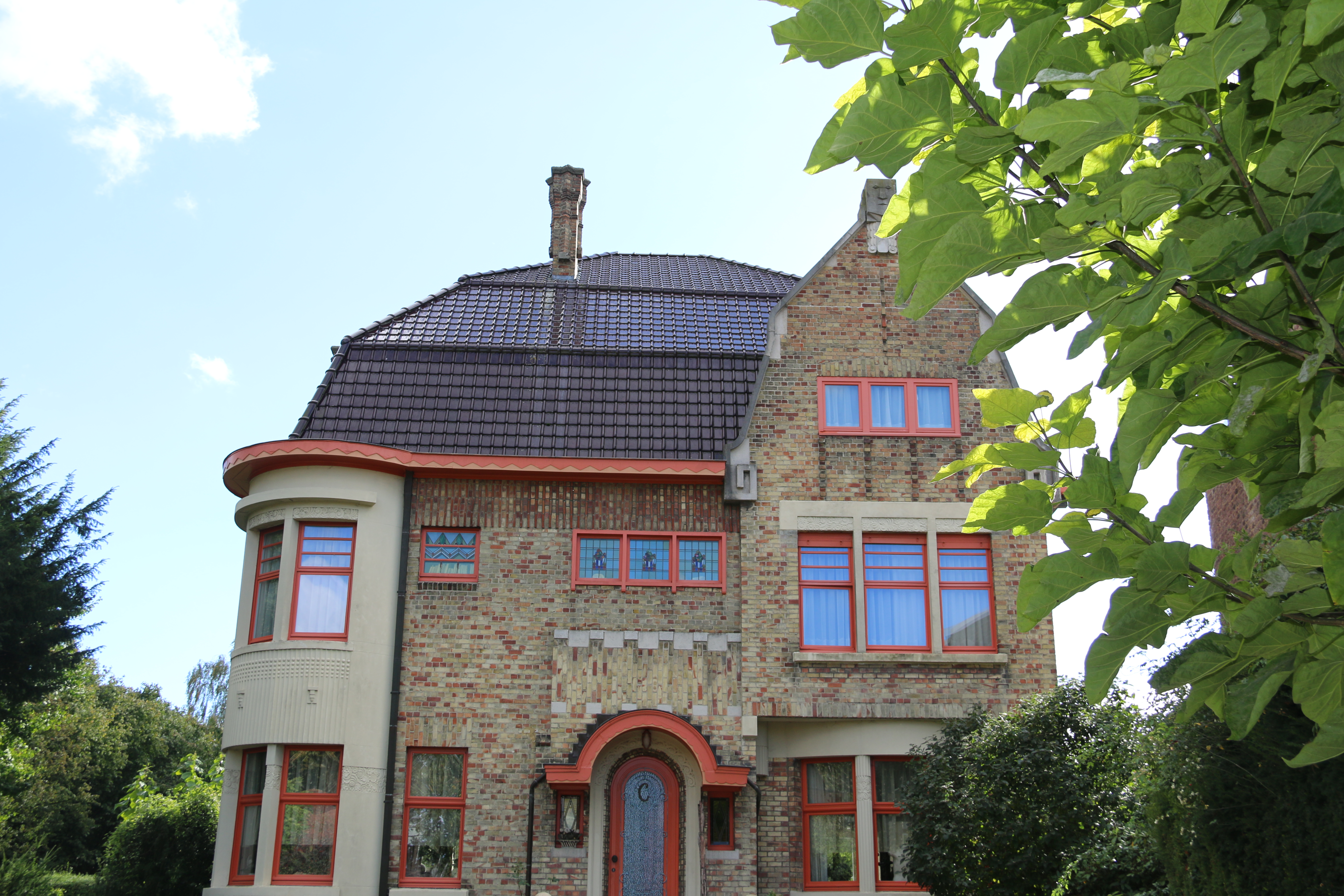
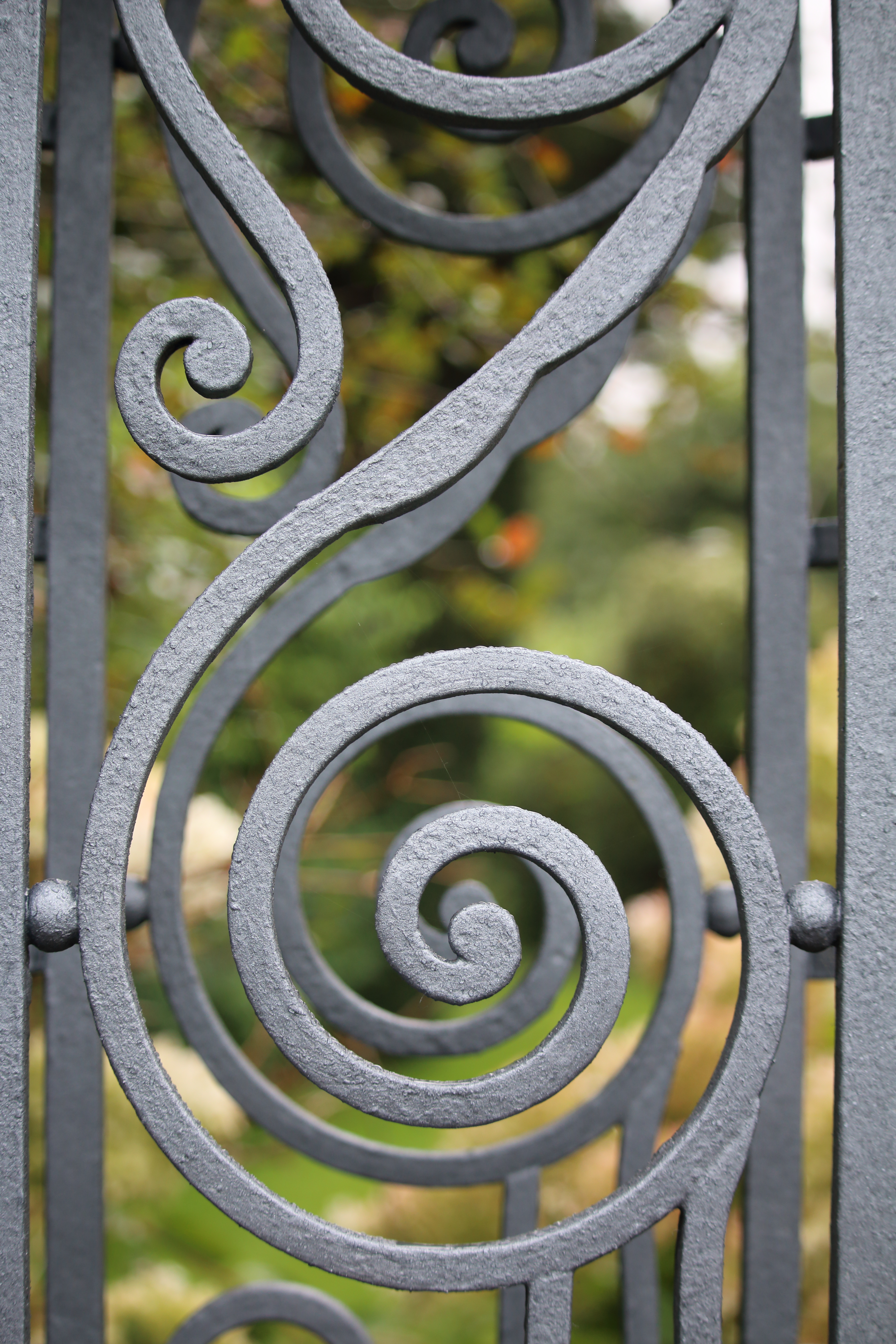
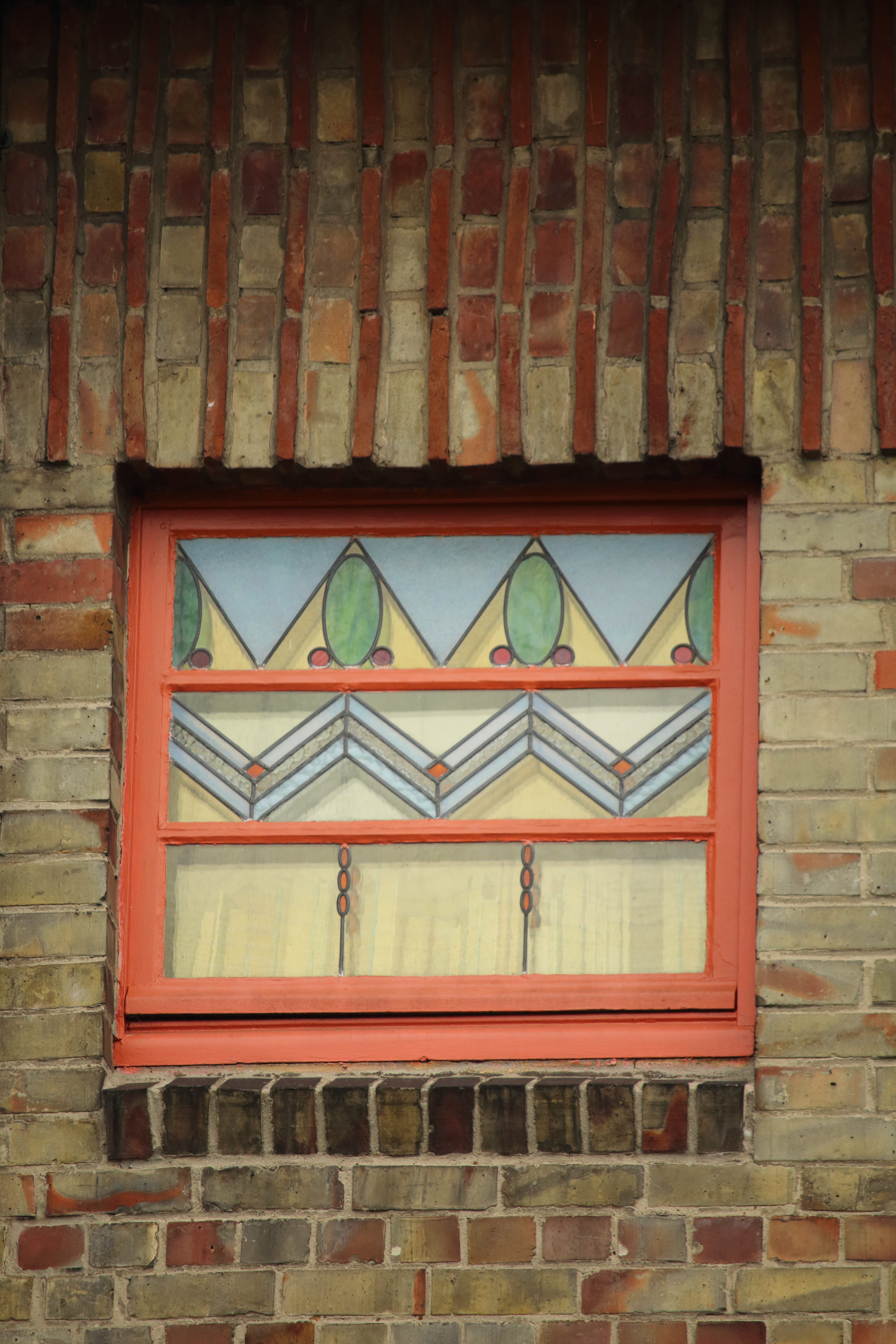